# Прудхоз
Прудхо́з (каз. Прудхоз) — село у складі Усть-Каменогорської міської адміністрації Східноказахстанської області Казахстану.
Населення — 218 осіб (2009; 191 у 1999).
У радянські часи село також називалось Рибне.